# タンジュン・ピナン
タンジュン・ピナン（インドネシア語：Tanjung Pinang、または、Tanjungpinang）は、インドネシアのリアウ諸島州における最大の都市であり首府である。人口は約19万人である。リアウ諸島の交易港である。ビンタン島に位置し、バタム島、シンガポールやジョホールバルとフェリーやスピードボートで往来できる。タンジョン・ピナンと表記される事もある。

## 歴史
マラッカ王国が、ポルトガルにより陥落させられた後、スルタンのマフムッドが、ビンタンに亡命し、ポルトガルに対抗する基地とした以降の500年にわたり、この島は政治の中心を担ってきた。

## 行政
タンジュン・ピナンは、ビンタン島の中で最大の都市であり、行政の中心である。また、インドネシア、リアウ諸島州の首府である。
後に、ビンタンは、マレーシアの南部にあるジョホール王国の首都となった。この都市は、常にマレー人の指導的役割を果たしてきた。300年前にマラッカ王国が果たしてきたように、ビンタンは、交易港であり、地元やヨーロッパ人、インド人、さらに華人を引きつけ、受け入れてきたのである。
インドネシアの国民的英雄であるラージャ・ハッジ・フィサビリラハは、1784年にオランダとの戦いの最中に死亡している。彼は、有名なマレー人の王で、タンジョン・ピナン沖のペニヤガット島に王宮を所持していた。

## 観光地
タンジュン・ピナンには、マレー音楽と舞踊を上演するセンターがある。このセンターは、定期的に催し物や他の企画を行っている。新しく仏教寺院が、タンジュン・ピナンの郊外のスンガランに位置している。

## ペニヤガット島
リアウ王国の遺跡として、王宮や王墓が残されている。その中には、マレー語最初の文法書を著したラージャ・アリ・ハッジの墓もある。マスジッド・ラヤは、王達の副モスクであったが現在でも使われている。世界遺産の候補とされている。

## ラージャ・ハッジ・フィサビリラハ記念碑
オランダとの戦いで1784年に死亡したラージャ・ハッジ・フィサビリラハ王は、国民英雄とされ、マレーの王の中でも有名であり、ペニヤガット島に王宮まで持っていた。この王を記念して28メートルの像が建てられていたが、現在はこの像は存在していない。